# Kloster Moosen

Kloster Moosen v Ostnordost

Kloster Moosen ist ein Gemeindeteil der knapp einen Kilometer entfernten oberbayrischen Stadt Dorfen im Landkreis Erding. 

## Lage
Das Kirchdorf war bis zum 31. Dezember 1971 eines von drei Zentren der Gemeinde Hausmehring, die Dorfen auf drei Seiten umschloss. Das etwa 350 Einwohner zählende Dorf besteht aus zwei Teilen, dem auf einer Anhöhe stehenden eigentlichen Dorf mit dem Schloss Moosen und der 300 m nordwestlich im Talgrund an der Bahnlinie München-Dorfen-Mühldorf liegenden Siedlung. Inzwischen ist der Ort durch ein Neubaugebiet zwischen der Dorfener Moosener Siedlung und Kloster Moosen Siedlung mit der Stadt zusammengewachsen.

## Geschichte

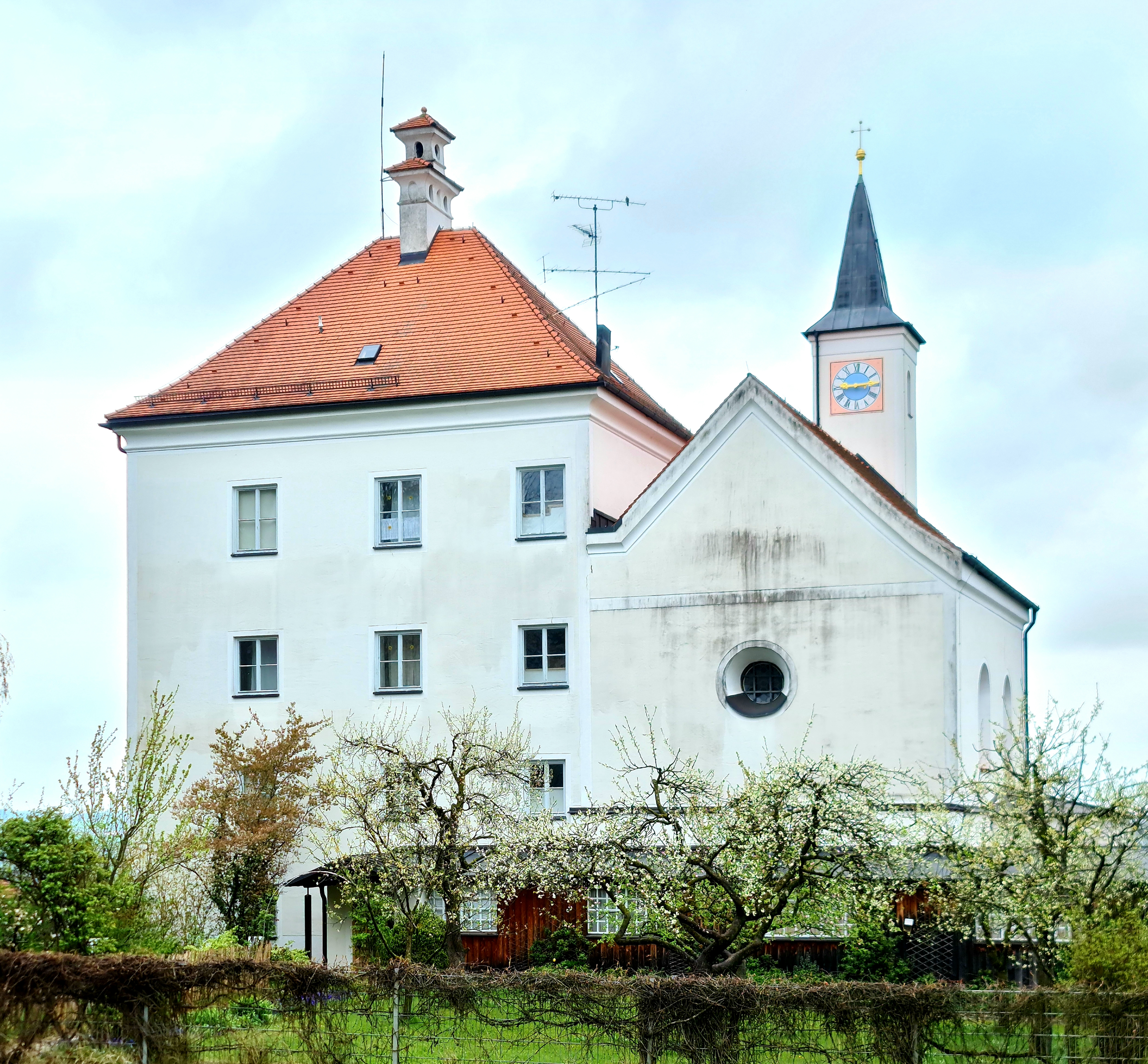
Schloss und St. Katharina (Kloster Moosen)

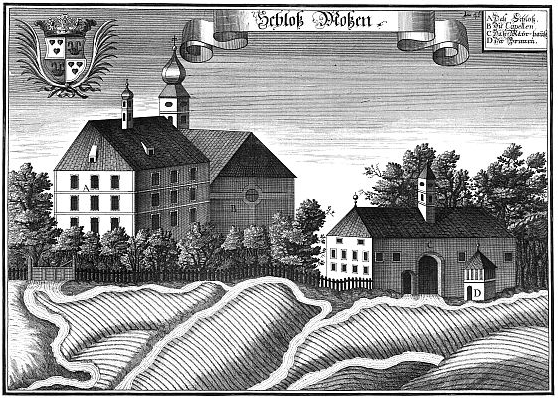
Schloss Moosen nach einem Stich von Michael Wening (1723)

Der Ort, der früher nur Moosen hieß, wurde zuerst 1212 mit Beziehung auf das Schloss durch Hartlieb von Moosen erwähnt. Die weiteren Urkunden-Nennungen weisen auf weitere Besitzer der Hofmark Moosen, unter anderem Caspar von Haslang, die Preysinger, Hieronymus Endorfer und ab Mitte des 16. Jahrhunderts die Westacher. Die Westacher auf Moosen, Zeilhofen, Weg und Armstorf starben mit Johann Ferdinand von Westach im Jahr 1722 im Mannesstamm aus. Die Erbtochter Maria Josepha heiratete den Freiherrn Joseph Dichtl von Tutzing, der Armstorf und Moosen um 1725 an die Freiherren von Morawitzky verkaufte.
Wann sich das Dorf um das Schloss herum gebildet hat, ist nicht bekannt. Durch die Armen Schulschwestern, die seit 1865 im Schloss und den umgebauten Ökonomiegebäuden ein Kinderheim führen, wurde 1925 der Ortsname in Kloster Moosen umbenannt. Unter dem letzten Hausmehringer Bürgermeister Sebastian Wohlsager (1948–1972) wurde Kloster Moosen Siedlung angelegt, in der sich früher die Skifabrik Stiftl (Sundei Ski) befand.

## Schloss
Der viergeschossige um 1620 errichtete kubisch-turmartige Bau mit Walmdach hatte einen Vorgänger von 1212. Nach umfangreichen Besitzerwechsel, unter anderem die Adelsgeschlechter Preysing, Westacher und Morawitzky, kam das Schloss in den Besitz des Dorfener Pfarrers Anton Schmitter, der darin eine Rettungsanstalt für verwahrloste Kinder unter Nonnen-Leitung gründete.
An Stelle der Ökonomiegebäude und des Meierhofs entstanden 1889/1890 zweckmäßige Neubauten. Bis in die 2010er Jahre betrieben die Armen Schulschwestern ein Kinder- und Jugendheim sowie einen Kinderhort und eine Naturheilpraxis. Das Schloss steht seit einiger Zeit leer, das Kloster wurde geschlossen und die Schwestern abgezogen. Eine neue Nutzung des Schlosses steht nicht fest. 

### Kirche Hl. Katharina
Die südlich an dem ehemaligen Schloss angebaute Renaissancekirche ist innen im klassizistischen Stil gehalten. Die Kirche ist mit einem spätbarocken Hochaltar, dem Morawitzky-Wappen am Chorbogen sowie einem Silberschrein mit Gebärmde-Christus ausgestattet.

Der Ort von Südwesten aus gesehen
Die Siedlung von Südosten aus gesehen
Gasthof Rieder
Kloster Moosen 21
Der sogenannte Ostermeier-Weiher